# جیمز هیل (کارگردان)
جیمز هیل (انگلیسی: James Hill; ۹ ژوئیهٔ ۱۹۱۹ – ۷ اکتبر ۱۹۹۴) کارگردان فیلم، فیلم‌نامه‌نویس، و تهیه‌کننده فیلم اهل بریتانیا بود. وی بین سال‌های ۱۹۳۷ تا ۱۹۹۳ میلادی فعالیت می‌کرد.
وی همچنین برندهٔ جوایزی همچون جایزه اسکار بهترین فیلم مستند کوتاه در سال ۱۹۶۰ شده‌است.